# Presa de Asuán

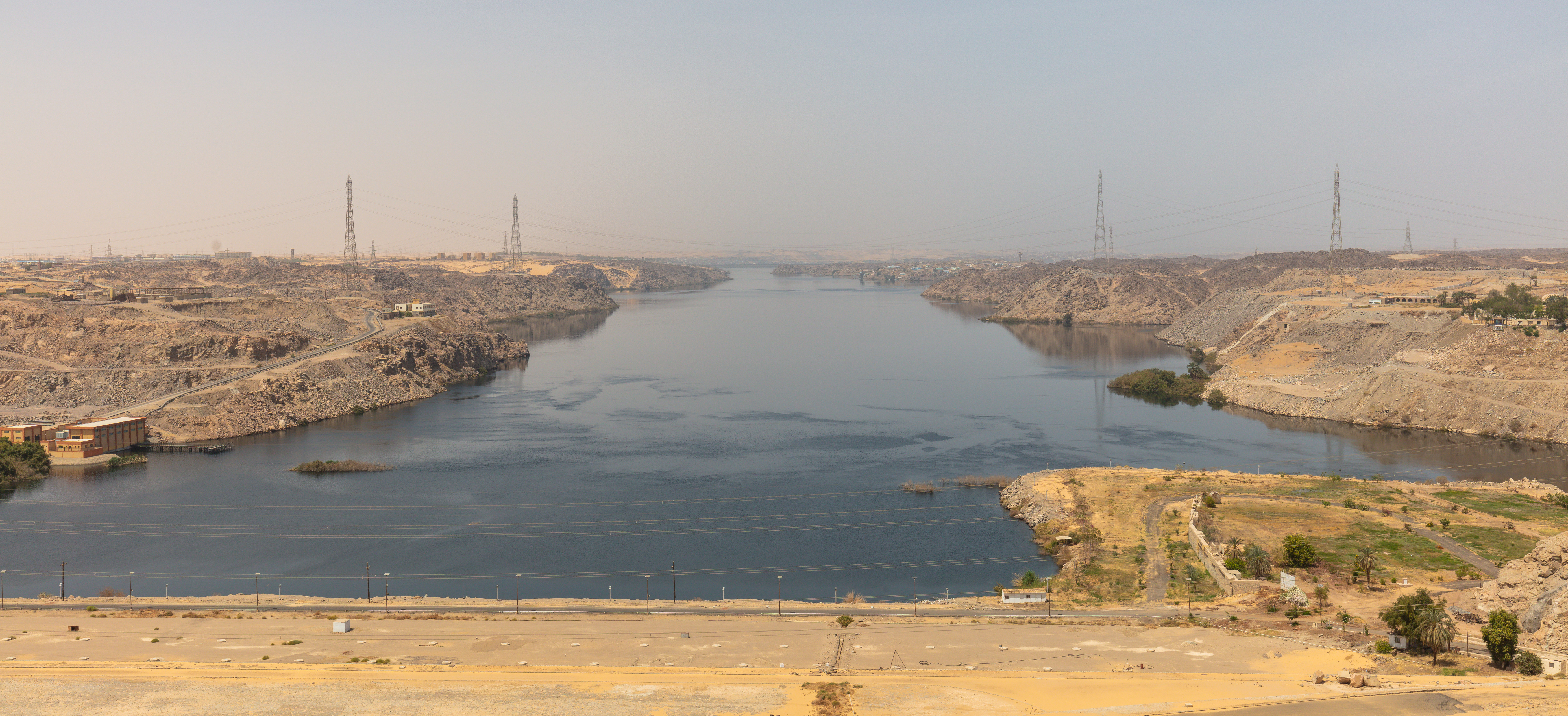
Vista desde la presa alta (dirección norte).

La presa de Asuán o represa de Asuán es una megaconstrucción proyectada en 1956 y construida entre 1959 y 1970 por los gobiernos egipcio y soviético para terminar con las inundaciones que ocurrían en el territorio del bajo Nilo como consecuencia del repentino aumento del caudal del Nilo. El presidente Gamal Abdel Nasser fue el responsable de impulsar su construcción y de llevar a buen puerto el proyecto. Para ello, mostró una gran capacidad de maniobra política durante la guerra fría. Así, cuando los estadounidenses retiraron su inicial apoyo al proyecto de la presa, supo conciliar intereses con la Unión Soviética, quien patrocinó un tercio del costo total del proyecto, además de prestar asesoría técnica y constructiva para terminar la presa.
La ciudad de Asuán que da nombre al embalse, se halla enclavada en la margen derecha del Nilo, junto a la primera catarata. Se han construido en esta zona dos presas: la nueva presa alta de Asuán y la menor y más antigua, presa de Asuán o presa baja de Asuán. La presa baja de Asuán fue construida por los británicos. Concluida en 1902, contaba con 30 metros de altura, solo podía almacenar agua para un año y se veía desbordada habitualmente por las crecidas del Nilo.  A medida que la población de Egipto crecía y la tecnología aumentaba, se desarrollaron tanto el deseo como la capacidad de controlar completamente las inundaciones y, por lo tanto, proteger y apoyar las tierras agrícolas y su cultivo de algodón de importancia económica. Con el gran aumento del almacenamiento en el embalse proporcionado por la presa alta de Asuán, las inundaciones podrían controlarse y el agua podría almacenarse para su posterior liberación durante varios años.

## Historia de la construcción
El Nilo se desbordaba anualmente cuando las aguas procedentes de Uganda y Sudán fluían hacia el bajo Nilo en verano. Desde la Antigüedad, estas crecidas fueron las que convirtieron las tierras próximas al río en una fértil vega, ideal para la agricultura, al dejar un sedimento de nutrientes y minerales en el suelo, el limo.
Sin embargo, la impredecible alternancia del nivel de las crecidas conllevaba la pérdida de cosechas enteras por anegamiento o sequía y la consiguiente hambruna en la población, por lo que se consideró necesario construir una presa que regulara el nivel de las inundaciones para proteger las tierras de labor y los campos de algodón.

### Presa Baja 1899-1902

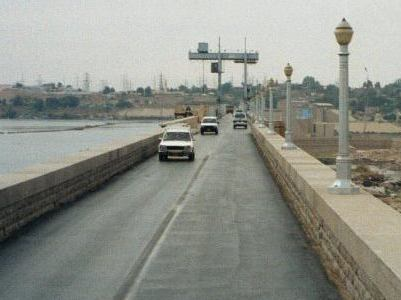
Presa Baja

Tras la invasión y posterior ocupación de Egipto en 1882, los británicos comenzaron la construcción de la primera presa en el río Nilo. La construcción fue iniciada por los británicos en 1899 y se concluyó en 1902. El diseño inicial tenía 1900 m de largo por 54 m de alto y pronto se descubrió que era inadecuado, por lo que se procedió a aumentar su altura en dos fases: de 1907 a 1912 y de 1929 a 1933.
La presa baja de Asuán fue diseñada como una presa de gravedad con contrafuertes de mampostería; las secciones de contrafuertes acomodan numerosas puertas, que se abrían anualmente para dejar pasar la inundación y sus sedimentos ricos en nutrientes, pero sin retener ningún almacenamiento hidráulico. La presa fue construida con mampostería de escombros y revestida con sillares de granito rojo. Cuando se construyó, la presa baja de Asuán era la presa de mampostería más grande del mundo. El diseño también incluía una esclusa de navegación en la orilla occidental, que permitía que el transporte marítimo pasara río arriba hasta la segunda catarata, mientras que anteriormente se requería un transporte por tierra.
Cuando la presa estuvo a punto de desbordarse en 1946, se decidió que, en lugar de aumentar su altura por tercera vez, se construiría una segunda presa ocho kilómetros río arriba.
En 1956 el gobierno egipcio de Gamal Abdel Nasser anunció la construcción de una nueva presa en Asuán, lo cual supuso una gravísima amenaza para los monumentos nubios.

### Presa Alta 1952-1960
Tras la revolución encabezada por los Oficiales Libres en 1952, se adoptó por parte del Consejo Revolucionario de Egipto, encabezado entonces por el general Muhammad Naguib, la decisión de construir una nueva presa en el río Nilo. De su concepción se hizo cargo el ingeniero greco-egipcio Adrian Daninos.
Si bien el proyecto comenzó a tomar forma en 1952, fue en 1956 cuando el gobierno de Gamal Abdel Nasser da un impulso definitivo a la construcción de la presa alta de Asuán. El ideario expresado por Gamal Abd al-Naser en La filosofía de la Revolución (Falsafat al Tawra) reflejaba los ideales igualitarios de la clase media urbana. En ella aseguraba que el camino a seguir «es el de la independencia política y económica». Esto se reflejó de forma notoria en las decisiones adoptadas por el nuevo régimen entre los años 1953 a 1957, enfatizando la independencia y la construcción de un Estado nacional, en el que la evacuación de las tropas británicas constituía una de las metas inmediatas, objetivo que se logró tras el acuerdo de 10 de octubre de 1954 entre Londres y El Cairo.
Esta ideología se plasmó de forma práctica en la construcción de la presa alta de Asuán, erigida junto con el canal de Suez en símbolo de la independencia de Egipto, aspecto que hizo que el proyecto cobrara una importancia primordial para el gobierno de Nasser.  No obstante, la negativa egipcia a vincularse al Pacto de Bagdad y entrar en la órbita de influencia del bloque capitalista, liderado por Estados Unidos y Gran Bretaña, conllevó una alteración de la estrategia anglo-americana en Oriente Medio.
La represalia americana se tradujo en una presión económica en el momento en que Nasser necesitaba ayuda técnica y financiera para lanzar la modernización del país a través de la construcción de la presa de Asuán.
Finalmente, el 26 de julio de 1956, la negativa de norteamericanos y británicos a participar en la financiación de la gran presa de Asuán, condición requerida por el Banco Mundial para conceder un préstamo solicitado por Egipto, desencadenó la nacionalización del canal de Suez, lo que en el plano económico supuso una importante fuente de ingresos para Egipto a través de los pagos del Canal, y en el político la recuperación de la soberanía egipcia, propiciando la ascensión de Nasser como héroe antiimperialista y líder de la nación árabe.  

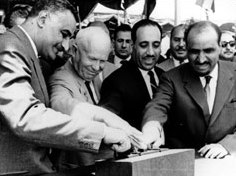
Inicio de la construcción de la presa de Assuan (de izquierda a derecha: el presidente de Egipto, Gamal Abdel Nasser, el líder de la Unión Soviética Nikita Chrustchev, el presidente de Irak Abd as -Sallam Arif, presidente de Yemen del Norte Abdallah as-Sallal)

Ante esta situación, y retirada la financiación por parte de Estados Unidos y Gran Bretaña, Nasser solicitó apoyo a la URSS. El no alineamiento de Egipto, fruto de la conferencia de Bandung de 1955 permitió al país estrechar los lazos con los países del bloque comunista y aceptar la ayuda económica y técnica de la URSS tras la negativa de Estados Unidos a participar en la financiación de la presa de Asuán.
Como reacción a este movimiento, los británicos, los franceses y los israelíes invadieron Egipto en octubre de 1956. Las tropas invasoras que ocuparon el Sinaí y la zona del canal se vieron obligadas por la presión mundial y una resolución de las Naciones Unidas a retirarse solo unos pocos meses después, en diciembre de 1956.
Posteriormente, en 1958, la URSS procedió a brindar apoyo al proyecto de la presa alta, en plena Guerra Fría por el predominio en África, pagando, posiblemente, un tercio del coste de la inmensa presa de piedra y arcilla como regalo. Aparte de esta ayuda monetaria, proporcionó técnicos y maquinaria pesada y el diseño corrió a cargo del instituto ruso Zuk Hydroproject.

## Tipología y características

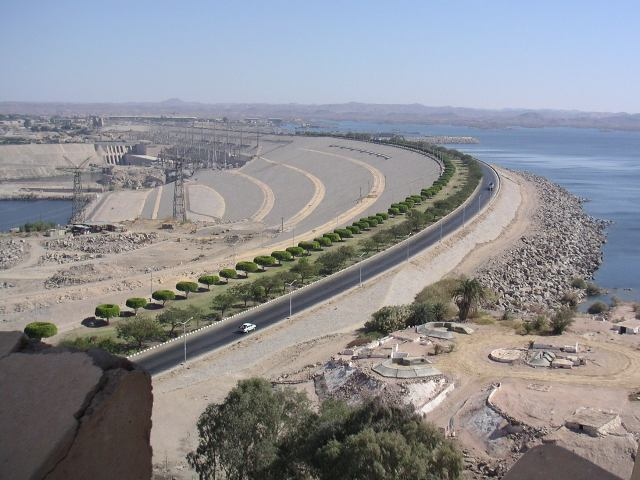
Presa Alta, panorámica tomada desde el monumento egipcio-soviético a la Amistad.

La presa alta de Asuán, ubicada en las coordenadas geográficas  23°58′11.57″N 32°52′41.46″E / 23.9698806, 32.8781833, en Egipto, se encuentra a 6,5 kilómetros río arriba de la antigua presa de Asuán y 850 kilómetros al sur de El Cairo. Se trata de una presa de materiales sueltos, compuesta por un núcleo de arcilla (para evitar que el agua se filtre), y recubierta por escollera de granito (que mantiene la presa en su sitio por su propio peso). Cuenta con 3600 m de longitud y 980 m de anchura en la base, por 40 m de ancho en la cúspide y 111 m de alto. En condiciones de máxima capacidad puede dar salida a 11 000 m³ de agua por segundo. Posee aliviaderos de emergencia adicionales para un volumen de 5000 m³ y el canal de Toshka, que enlaza el embalse con la depresión Toshka. Este embalse, denominado Lago Nasser, tiene 480 km de largo y 16 km en su parte más ancha, con una superficie de 6000 km² y contiene entre 150 y 165 km³ de agua. Inundó gran parte de la baja Nubia y fueron trasladadas más de 90 000 personas.
Para ejemplificar su magnitud, los escritores egipcios a menudo mencionan con orgullo el hecho de que los materiales utilizados en la construcción de la nueva presa alcanzaron los 43 millones de metros cúbicos, el equivalente a diecisiete veces el tamaño de la gran pirámide de Giza. Esta comparación, tiene un significado simbólico para los egipcios, ya que el difunto presidente Nasser comentaba con frecuencia: «En la antigüedad, construimos pirámides para los muertos. Ahora construiremos nuevas pirámides para los vivos».

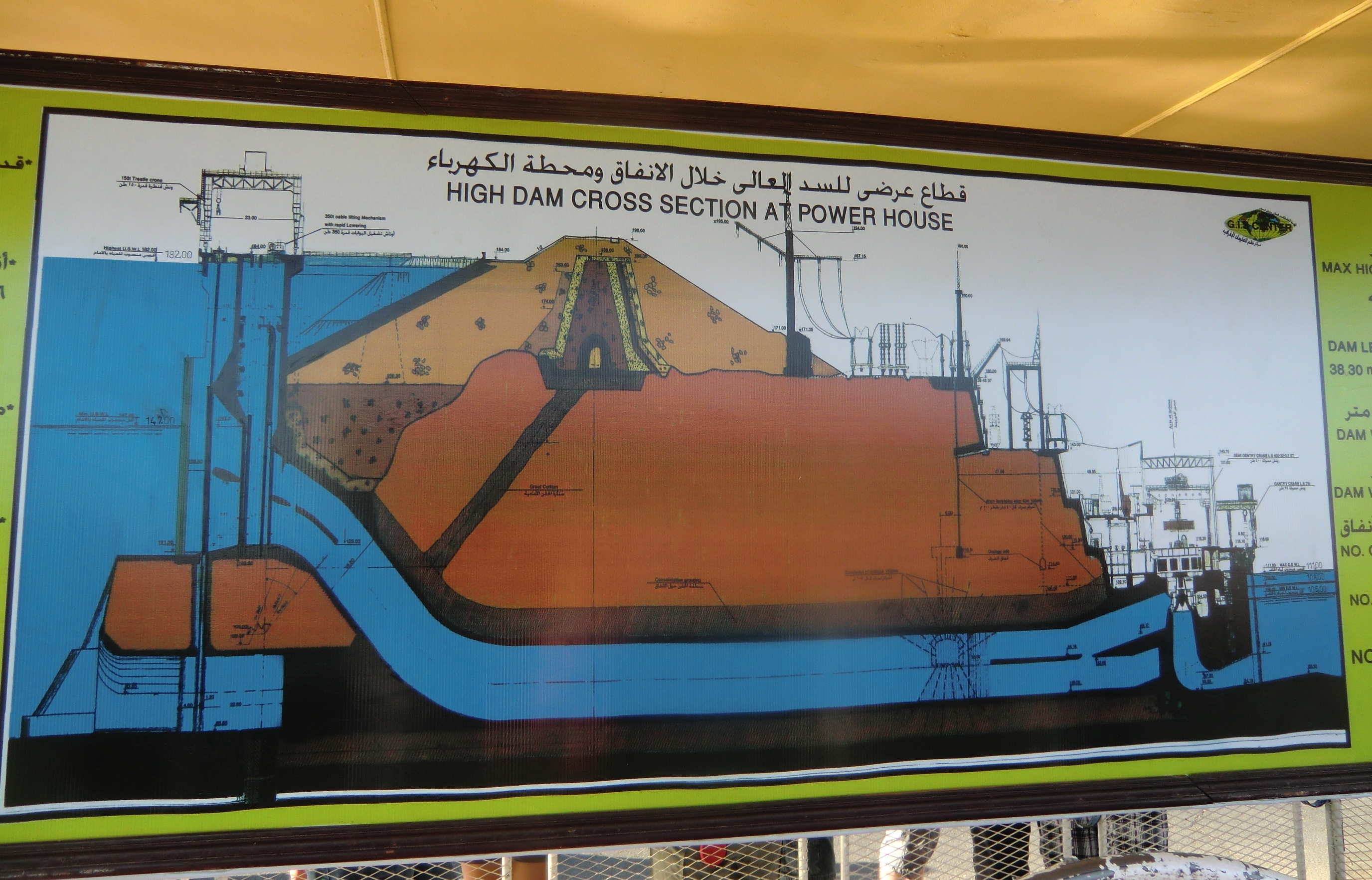
Sección transversal de la presa alta de Asuán. Esquema explicativo.

La empresa Arab Contractors empezó la construcción en 1960. La Presa Alta, o Al saad al Aali  en árabe, se terminó en su totalidad el 21 de julio de 1970; en la primera etapa, el embalse, que se concluyó parcialmente en 1964, se comenzó a llenar con la presa aún en construcción, alcanzando su capacidad total en 1976.
En 1960, se estimó el coste de la presa alta de Asuán en 380 millones de libras egipcias, y se esperaba que se amortizara en un período de entre dos y tres años después de su finalización, sobre la base de una tasa de retorno interna del 44 por ciento cada año.
Cuando el proyecto de la presa alta de Asuán se completó e inauguró oficialmente en 1971, el coste final del proyecto alcanzó los 560 millones de libras egipcias. Esta cifra incluía la construcción de la presa, así como los proyectos relacionados, principalmente aquellos de generación de energía y recuperación de tierras y reasentamiento en Egipto y el Sudán.
Características:
- longitud de la presa: 5 kilómetros,
- altura mínima en el centro: 76 metros,
- longitud del embalse: más de 400 km,
- capacidad: 70.000 millones de m³,
- producción energética: 10 000 millones de kWh anuales,
- capacidad de irrigación: 800.000 ha.

## Efectos
La presa alta de Asuán ha tenido grandes beneficios en términos de almacenamiento de agua, producción de energía hidroeléctrica, y control del caudal de los ríos, proporcionando así a Egipto el potencial para un mayor desarrollo agrícola e industrial. No obstante, su construcción comportó asimismo importantes consecuencias tanto a nivel social como medioambiental, provocando el desplazamiento de comunidades amenazadas ante el crecimiento de las aguas del lago Nasser o impacto ecológico sobre la fauna, la flora y también sobre la economía de los pueblos que habitaban las márgenes del Nilo con carácter previo a la construcción de la presa.

### Agricultura
En Egipto, donde el 94 por ciento de la población vive en aproximadamente el 5 por ciento de la tierra, y el resto del territorio es un desierto estéril, la presa de Asuán fue construida principalmente para almacenamiento de agua y el aumento de la producción agrícola.
En 1952, cuando se planteó la construcción de la presa de Asuán, la sociedad egipcia se encontraba en plena transformación económica. El rápido aumento de la población, a una tasa mucho mayor que el crecimiento de la tierra cultivable, hizo que esta se convirtiera en un bien escaso. A esto se añadía que, el 6 por ciento de la los propietarios poseían el 65 por ciento de la tierra cultivada, con 94 por ciento que poseía el 35,4 por ciento del total la tierra cultivable. Para hacer frente a este desequilibrio entre las tasas de la reproducción humana y la producción de la tierra cultivable, el Consejo Revolucionario de Egipto puso su mirada en el Nilo en busca de una solución a través del proyecto de la presa alta de Asuán, que parecía ser un remedio adecuado para alimentar a la creciente población de Egipto y elevar el nivel de vida.
De este modo, la presa alta de Asuán ha proporcionado a Egipto uno de los mayores embalses en el mundo y un aumento neto de la producción agrícola. Este incremento se ha manifestado claramente en casi todos los cultivos, pero especialmente en el cultivo del arroz, cuya producción total, por ejemplo, aumentó un 50 por ciento entre 1966 y 1974.
Por otro lado, la presa de Asuán contribuyó favorablemente a aumentar la superficie de tierra destinada al cultivo. A este efecto, se estima que en el año 1975 la presa había contribuido a crear 912 000 feddans ( un feddan equivale aproximadamente a 0,42 hectáreas) de tierra cultivable, lo que se tradujo en la posibilidad de poder producir hasta tres cosechas al año en contraste con una sola cosecha con carácter previo a la presa de Asuán.

### Generación eléctrica
El proyecto de la Presa alta de Asuán se consideró en general muy prometedor, especialmente en términos de aumento de la generación de electricidad, que promovería la industrialización que Egipto se había esforzado tanto por lograr desde los tiempos de Mehmet Alí en el siglo XIX.
En la central hidroeléctrica de la presa de Asuán se instalaron doce unidades generadoras principales tipo Francis, cada una con una capacidad de 175 000 kilovatios. La capacidad de generación potencial de la estación es en la actualidad de 2 100 000 vatios, con una potencia eléctrica máxima de 8 mil millones de kilovatios-hora al año.
Es importante señalar que, si bien la Presa alta de Asuán fue concebida y construida principalmente con fines de riego y aumento de la superficie de tierra cultivable, en el momento de su construcción aproximadamente el 53 por ciento del total de los requisitos de energía anuales nacionales provenía del Presa alta de Asuán, según las estadísticas de 1974, y permitiendo, por primera vez, la conexión eléctrica en la mayoría de los pueblos egipcios.

### Rescate del patrimonio arqueológico

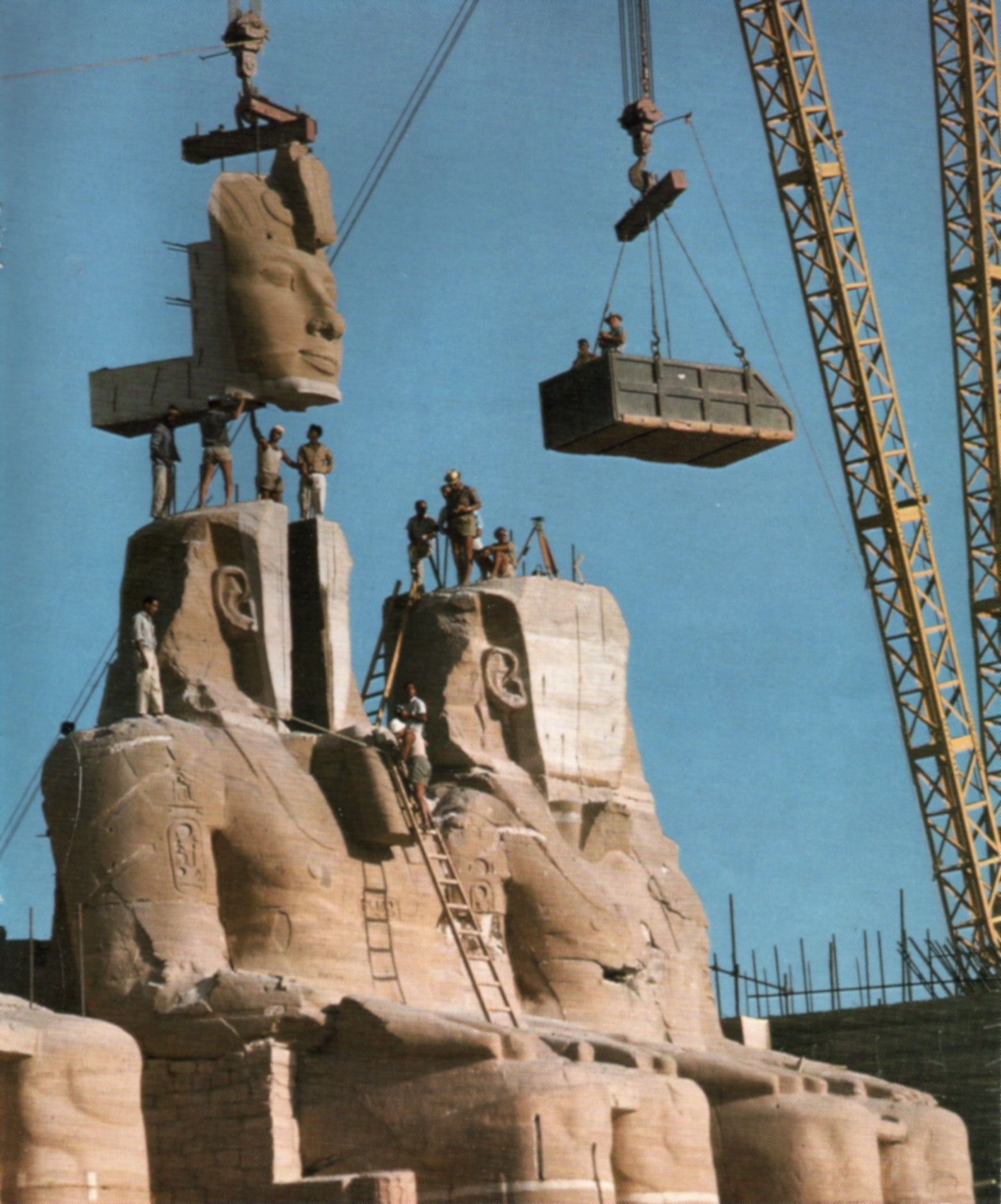
Recolocación de la estatua de Ramsés II del templo de Abu Simbel

La construcción de la presa de Asuán implicó la inundación de un vasto territorio donde vivían miles de personas y en el que se encontraban algunos de los templos más antiguos de Egipto, entre ellos el complejo de Abu Simbel. Esto resultó en uno de los mayores proyectos de rescate arqueológico de los tiempos modernos, atrayendo la participación mundial de arqueólogos cuyo lema de trabajo era: «ahora o nunca».
Los recursos financieros y técnicos para acometer la operación de salvamento de los restos arqueológicos en peligro de quedar bajo las aguas del embalse iban más allá de los medios disponibles al alcance de los gobiernos egipcio y sudanés, por lo que la UNESCO realizó una petición de ayuda internacional para poner a salvo las antigüedades en 1960, a través de la Campaña internacional para la salvaguardia de los monumentos de Nubia, enfatizando que el patrimonio arqueológico es realmente patrimonio de toda la humanidad.
De este modo, se localizó, excavó y trasladó veinticuatro de estos monumentos a ubicaciones más seguras, como los templos de File, Kalabsha y Amada, o fueron donados a los países que colaboraron en el rescate, como:
- El templo de Debod a Madrid
- El Templo de Dendur al Museo Metropolitano de Arte de Nueva York
- El Templo de Taffa al Museo de antigüedades de Leiden
- El Templo de Ellesiya al Museo Egipcio de Turín.

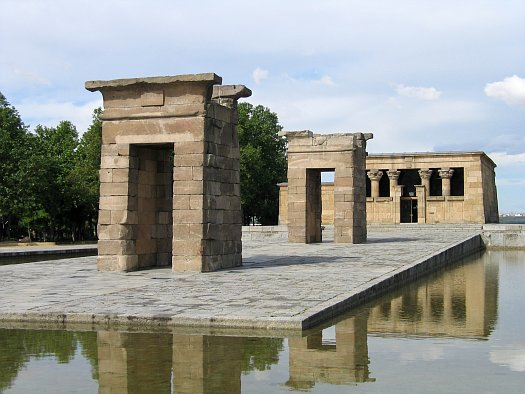
Templo de Debod, Madrid.

Al Museo nacional de Sudán de Jartum fueron entregados:
- El templo de Ramsés II de Aksha
- El templo de Hatshepsut de Buhen
- El templo de Jnum de Kumma
- La tumba del príncipe nubio Djehuti-hotep de Dibeira
- Los templos de Dedun y Sesostris III de Semna
- Las columnas de la catedral de Faras
- Una parte de las pinturas de la catedral de Faras; la otra parte está en el Museo Nacional de Varsovia.

A pesar del gran esfuerzo internacional por salvaguardar este patrimonio arqueológico, es innegable que el embalse de la presa de Asuán originó una pérdida cultural causada por la inundación de tierras conocidas por ser ricas en antigüedades y monumentos de civilizaciones pasadas, especialmente en la tierra de Nubia, que contenía restos de una serie de civilizaciones que datan del Paleolítico (120 000 a. C.-17.000 a. C.).

### Reasentamiento de comunidades
Al igual que en el caso del patrimonio arqueológico, la construcción de la presa de Asuán suscitó la necesidad de trasladar a los nubios egipcios y sudaneses de su tierra natal a un nuevo emplazamiento, como resultado de la construcción de la presa y la formación de su enorme lago.
El lago Nasser inundó gran parte de la parte baja de Nubia y entre 100 000 y 120 000 personas fueron reasentadas en Sudán y Egipto. En Sudán, entre 50 000 y 70 000 nubios sudaneses fueron trasladados del casco antiguo de Wadi Halfa y sus aldeas circundantes. Algunos fueron trasladados a un asentamiento recién creado en la orilla del lago Nasser llamado New Wadi Halfa, y algunos fueron reasentados aproximadamente a 700 kilómetros al sur de la llanura semiárida de Butana cerca de la ciudad de Khashm el-Girba, río arriba por el río Atbara.
En Egipto, la mayoría de los 50 000 nubios fueron trasladados de tres a diez kilómetros desde el Nilo cerca de Kom Ombo, 45 kilómetros río abajo de Asuán en lo que se llamó «Nueva Nubia». Se construyeron viviendas e instalaciones para 47 unidades de aldea cuya relación entre sí se aproximaba a la «Vieja Nubia».
No obstante, a pesar de que tanto los gobiernos de Egipto como de Sudán planearon proporcionar a los nubios egipcios y sudaneses reubicados con mejores condiciones de vida y ayudarlos a desarrollar comunidades en las nuevas ubicaciones, la experiencia de la reubicación y la adaptación al nuevo entorno fue traumática, y constituyó un drástico costo social de la presa, en lugar de un beneficio socioeconómico para los reubicados.

### Control de los recursos hídricos
El control de las aguas del Nilo ha suscitado tradicionalmente recelos por parte de las países implicados en la gestión de su caudal hídrico. En palabras de sir William Willcocks, el ingeniero británico que diseñó la presa baja de Asuán, «quien controla el lago Victoria controla el destino de Egipto». De ahí que la construcción de presa alta de Asuán en suelo egipcio y bajo control egipcio sirvió como símbolo de la independencia política y económica del país.
Egipto y Sudán negociaron un acuerdo sobre las aguas del Nilo en 1959,  que tenía como objetivo utilizar estas aguas de una manera ventajosa para ambos países. No obstante, la reciente construcción de la Gran Presa del Renacimiento etíope ha renovado el conflicto regional por el control de las aguas del Nilo, alterando el statu quo mantenido hasta la fecha. Esta megainfrastructura enfrenta a Egipto y Sudán frente a Etiopía, ante la posibilidad de esta última de controlar unilateralmente el caudal del Nilo Azul, ya que Etiopía no reconoce los acuerdos de 1959 entre Egipto y Sudán en el que se estipulaba la utilización y control de las aguas del Nilo.

### Cuestiones ambientales
La realización de la presa alta de Asuán o Sadd al-Alí, situada en el Alto Egipto y destinada a modificar el entorno físico para controlar las crecidas del Nilo y producir energía, tuvo graves consecuencias en el frágil equilibrio del milenario ecosistema, sobre todo porque los ingenieros que la diseñaron no tuvieron en cuenta el impacto ecológico que su construcción tendría sobre la fauna, la flora y también sobre la economía de los pueblos que habitaban los márgenes del Nilo.
Las consecuencias medioambientales se han centrado en torno a cuatro problemas principales:

#### Filtración y evaporación de las aguas del embalse
La pérdida de agua por filtración y evaporación constituye un aspecto principal. A este respecto, el informe de revisión anual de 1977 elaborado por la Universidad de Míchigan estimó una pérdida de agua de 12,5 mil millones de metros cúbicos, equivalente al 14 % del aporte anual de agua en el embalse. Junto a ello, cabe mencionar el perjuicio causado la pérdida de caudal del embalse debido a la filtración de agua a los acuíferos adyacentes al lago Nasser.

#### Sedimentación de limos
Por otro lado, la disminución del caudal hídrico ha implicado una mayor sedimentación de limo y partículas finas en el lago Nasser, impidiendo de esta forma el paso de los famosos sedimentos de inundación del Nilo Azul, que han contribuido a lo largo de la historia a generar el suelo aluvial de Egipto, generando un impacto en la productividad agrícola así como un problema de degradación del suelo.

#### Aumento de la salinidad de las aguas
En tercer lugar,  preocupa el anegamiento y el nivel de salinidad del suelo de riego; la reducción del caudal del río ha causado que las aguas saladas del mar Mediterráneo penetren en el terreno a lo largo de la costa cercana a la desembocadura, provocando la destrucción y salinización del delta del Nilo, la disminución de la productividad en las pesquerías, emigración de animales marinos al suprimirse la barrera de la salinidad, subida del nivel freático de las aguas en las vegas cercanas, contaminación del río provocada por los fertilizantes, herbicidas y pesticidas, etc.

#### Aumento riesgo enfermedades
Por último, cabe mencionar el problema de la amenaza de enfermedades a través del aumento esperado en la incidencia de esquistosomiasis.  Ello se debe a que los canales de riego agrícola y los márgenes del lago Nasser son el hábitat perfecto para animales que transmiten enfermedades, tales como el mosquito de la malaria (mosquito Anopheles) y los caracoles que propagan el parásito de la bilharziasis.